# Fred Rogers
Fred McFeely Rogers (Latrobe, 20 de março de 1928 — Pittsburgh, 27 de fevereiro de 2003), mais conhecido por Fred Rogers ou por Mr Rogers, foi um pedagogo e artista norte-americano, ministro da Igreja Presbiteriana, que se notabilizou como apresentador televisivo, autor de letras para canções educativas e apresentador de programas televisivos infanto-juvenis. Rogers foi o apresentador e animador do programa televisivo Mister Rogers' Neighborhood, produzido desde 1968 a 2001.

## Biografia
Rogers nasceu em Latrobe (Pensilvânia), uma cidade localizada 65 km a sueste de Pittsburgh, filho de James e Nancy Rogers. Foi durante muitos anos o único filho do casal, tendo passado grande parte do tempo livre da sua primeira infância com o seu avô materno, Fred McFeely, tendo desenvolvido um grande interesse pela música. Cantava frequentemente, acompanhado ao piano pela sua mãe, tendo começado a tocar piano com 5 anos de idade.
Após ter terminado o ensino secundário, Rogers estudou no Dartmouth College, em Hanover, New Hampshire, entre 1946 e 1948, antes de se transferir para o Rollins College, em Winter Park, Flórida, onde, no ano de 1951, obteve um BA em composição música.
Em Rollins, Rogers encontrou a que viria a ser a sua esposa, Sara Joanne Byrd, natural de Oakland (Flórida), com quem casou a 9 de Junho de 1952. Desse casamento nasceram dois filhos, James (nascido em 1959) e John (nascido em 1961. Em 1963, Rogers concluiu o curso do Pittsburgh Theological Seminary (Seminário Teológico de Pittsburgh) e foi ordenado ministro da Igreja Presbiteriana norte americana. Ele frequentou a Escola de Pós-Graduação em Desenvolvimento Infantil da Universidade de Pittsburgh, onde iniciou sua colaboração de trinta anos com a psicóloga infantil Margaret McFarland. Receberia mais de 40 títulos académicos honorários durante a sua vida. Rogers era daltónico, não distinguindo o verde do vermelho, e vegetariano. Nadava todas as manhãs, não bebia álcool nem fumava.
Rogers era proprietário de uma casa de veraneio em Nantucket, na aldeia de Madaket, no extremo ocidental da ilha.
O filme biográfico intitulado A Beautiful Day in the Neighborhood, foi lançado no Brasil em janeiro de 2020, estrelado por Tom Hanks.